# Kritik av demokrati
Kritik av demokrati, dess funktioner och dess utveckling har funnits genom historien. Vissa kritiker uppmanar den konstitutionella ordningen att vara trogen sina egna högsta principer; andra förkastar de värderingar som främjas av konstitutionell demokrati. Diskussionen kompliceras av att "demokrati" är ett i grunden omstritt begrepp, vilket innebär att det finns olika legitima men sins emellan oförenliga uppfattningar om vad ordet "demokrati" står för.
Platon var motståndare till demokrati och argumenterade för en "regering bestående av de bäst kvalificerade". James Madison studerade utförligt de historiska försöken till och argumenten om demokrati under sina förberedelser inför konstitutionskonventet, och Winston Churchill anmärkte att "Ingen låtsas att demokratin är perfekt eller allvis. Det har sagts att demokrati är den värsta regeringsformen förutom alla de andra former som har prövats då och då."
Kritiker har ofta försökt belysa demokratins inkonsekvenser, paradoxer och begränsningar genom att kontrastera den med andra regeringsformer, såsom epistokrati eller lottokrati. De har karakteriserat de flesta moderna demokratier som demokratiska polyarkier och demokratiska aristokratier. De har identifierat fascistiska inslag i moderna demokratier och har kallat de samhällen som producerats av moderna demokratier för neofeodala och har kontrasterat demokrati med fascism, anarkokapitalism, teokrati och absolut monarki.

## Historisk kritik

### Klassisk filosofi

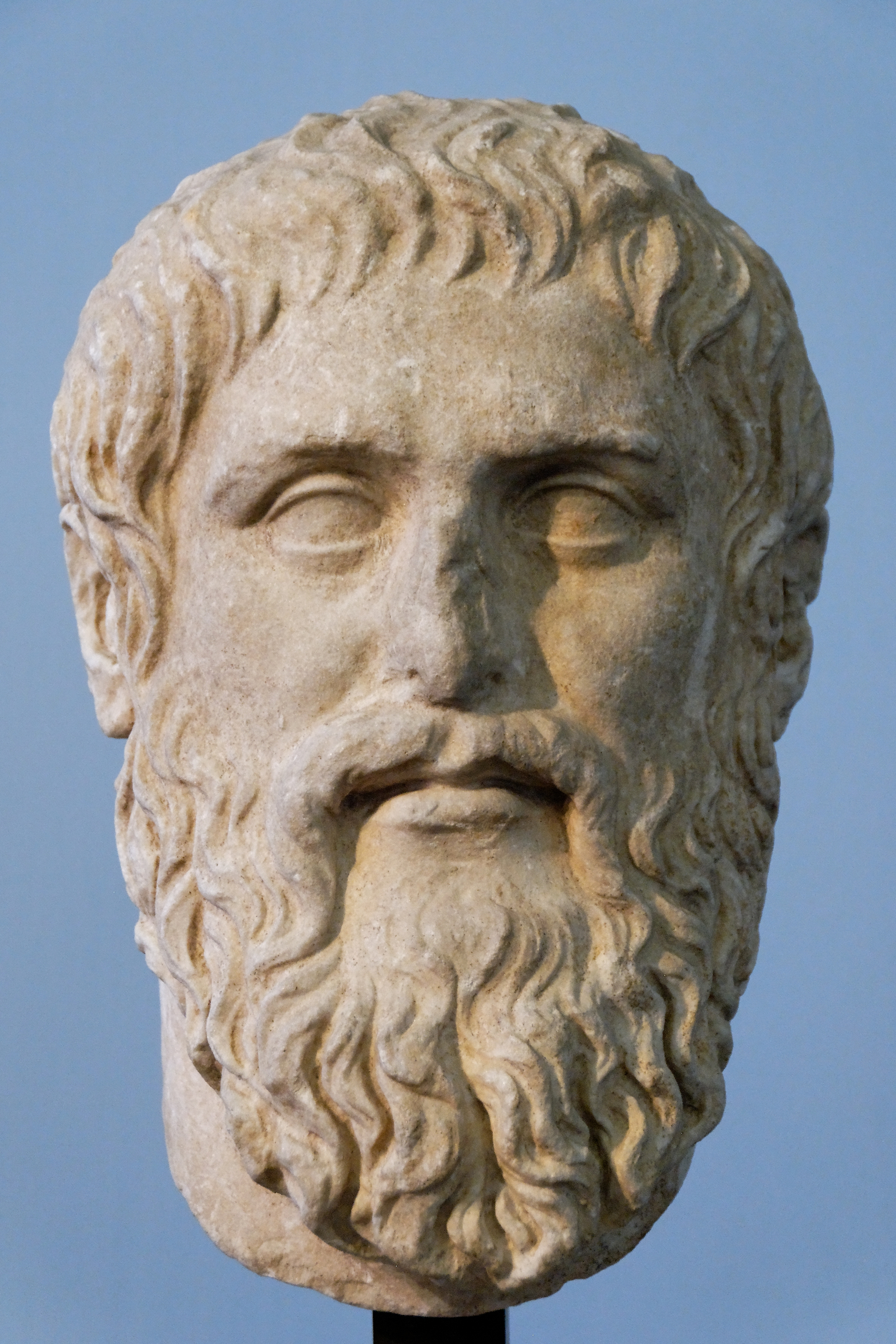
Platon anses vara en av de viktigaste motståndarna till demokratiskt styre i antikens Grekland.

Som Robert Dahl skriver: ”Även om den moderna demokratins praxis bara har en svag likhet med de politiska institutionerna i det klassiska Grekland ... har grekiska demokratiska idéer varit mer inflytelserika ... [och] det vi vet om deras idéer kommer mindre från skrifter och tal av demokratiska förespråkare, av vilka endast fragment finns bevarade, än från deras kritiker”.
Aristoteles var en kritiker som "ogillade den makt som han ansåg att demokratins utvidgning nödvändigtvis gav de fattiga". Platons politiska filosofi var skeptisk till demokrati och förespråkade "styre av de bäst kvalificerade" och modern liberal demokrati införlivade en del av denna kritik. Till exempel "utbildades James Madison rigoröst i ... forntida lärdom" som ung man, och idéerna från forntida författare förklarar en "aspekt av Madisons dokumenterade inställning till människans natur". Inflytandet från den gamla kritiken av demokratin syns i hur Madison tillbringade månaderna före konstitutionskonventet med att "studera många århundraden av politisk filosofi och historia om tidigare försök till republikanska regeringsformer".
Enligt Dahl skulle Aristoteles och Platon hålla med de flesta förespråkare för modern demokrati om att ett samhällets mål är "att producera goda medborgare "och att" dygd, rättvisa och lycka är följeslagare ... [i] utvecklingen av medborgare som söker det gemensamma bästa".
Thukydides bevittnade den atenska demokratins fall och tillämpade vetenskaplig historia i sin kritik av det demokratiska styret. Kärnan i hans kritik var demokratins misslyckade "i sökandet efter sanning" och hur ledare och medborgare försökte "påtvinga verkligheten sina egna talberoende betydelser". Thukydides anklagade "offentliga talare" och demagoger för bristande kunskap om epistemisk kunskap, vilket gjorde att de flesta atenare kunde "tro dumma saker om sitt förflutna och sina motståndares institutioner".

### Kritik efter den klassiska eran
Från 500 till 1500 e.Kr. förespråkade filosofer och politiska ledare runt om i världen ofta traditionella samhällsstyrningssystem, vilka var kritiska mot demokratin.[källa behövs]
Den italienske filosofen och teologen Thomas av Aquino förespråkade "en blandad regering som kombinerar element av demokrati, aristokrati och kungadöme... [vilket] påminner om Aristoteles preferens för en blandad regering framför antingen demokrati eller oligarki." Forskare betraktar också "den betydande medeltida litteraturen till stöd för inkvisitionen" som motsats till moderna idéer om demokrati.
Demokrati existerade i några få "stadsstater i medeltida Italien... [som] slutligen var underkastade kejserligt eller oligarkiskt styre". Idén om "representation uppfanns inte av demokrater utan utvecklades som en medeltida institution för monarkisk och aristokratisk regering", och hade sitt ursprung i "församlingar som sammankallades av monarken, eller ibland adelsmännen själva, för att behandla viktiga statliga frågor". "Tillståndet för militär teknologi och organisation" i medeltida Europa var "mycket ogynnsamt i sina effekter" på demokratin.
Medeltida judisk politisk filosofi var influerad av Platon, muslimskt tänkande och halakhiska koncept och var "monarkistisk och i sig antidemokratisk".
Som Amartya Sen skrev om traditionella asiatiska samhällen: ”Det är naturligtvis inte svårt att hitta auktoritära skrifter inom de asiatiska traditionerna. Men det är inte heller svårt att hitta dem i västerländska klassiker: Man behöver bara reflektera över Platons eller Aquinas skrifter för att se att hängivenhet till disciplin inte är en speciell asiatisk smak.”
Sedan den postklassiska perioden har islam varit en viktig samhällspelare för stora delar av världen, och vissa kritiker har försvarat denna tradition utifrån "upplysningstidens sekulära antaganden" och en "okritisk universalism", som "urholkar historisk kontinuitet och den känsla av gemenskap som upprätthåller traditionella samhällen". I många av dagens samhällen utmanar troende  idén om "sekularism som det enda 'rationella' sättet att hantera livets utmaningar".

### Tidigmodern kritik
Thomas Hobbes, en av upplysningstidens första filosofer, publicerade Leviathan år 1651 till försvar för "absolut suveränitet" och till stöd för rojalisterna i det engelska inbördeskriget. Hobbes var en kritiker av demokrati eftersom "suveränen i en demokrati (dvs. folket) bara kan utöva sin makt när den faktiskt är samlad... Endast i en monarki utövas alltid förmågan att regera." Hobbes trodde också att demokrati skulle leda till instabilitet, konflikt, äresökande, misstro och undergrävande av samhällskontraktet. Senare upplysningstänkare, såsom Madison, som delade Hobbesianska farhågor om "de starkaste passionerna och farligaste svagheterna" i den mänskliga naturen, skulle använda en del av denna kritik för att förbättra den moderna demokratin.

### Kritik av den romantiska eran
Bland romantiska kritiker av demokrati finns Thomas Carlyle, John Ruskin, Matthew Arnold, James Fitzjames Stephen, Henry Maine och William Lecky. I sin studie skrev Benjamin Evans Lippincott att "de motsatte sig demokrati fundamentalt av samma anledning som Platon: att demokrati ledde till oordning." Deras unika historiska bidrag var att kritisera demokratin under kapitalismen i det moderna industrisamhället. De trodde att demokrati skapade anarki i samhället, inte bara anarki inom individen som Platon trodde.
Lippincott föreslog att deras tre ledande doktriner var "den vanliga människans underlägsenhet, de fås rätt att härska och auktoritet". De huvudsakliga källorna till dessa idéer var puritanismen, medelklassens idéer om makt och den klassiska utbildning som de fick i sin ungdom. De tre doktrinerna var "mest perfekt representerade i Platons Staten", medan klassisk historia tycktes ge exempel på "den vanliga människans underlägsenhet" som i fallen med Aten och Rom, "som visade att befolkningen vände sig till oordning". De tre lärorna utvecklades under reformationen och upplysningstiden av författare som John Calvin, Edmund Burke och David Hume.

## Politisk och filosofisk kritik

### Väljarnas kompetens
Platon ansåg att vanliga människors rätt att rösta inte var lämplig för en demokrati. En experts röst har samma värde som en "inkompetents" röst. Jason Brennan anser att väljare med låg informationsförmåga är ett stort problem i Amerika och den största invändningen mot demokratier i allmänhet eftersom systemet inte uppmuntrar till att vara informerad. Brennan citerar en studie där mindre än 30 % av amerikanerna kan namnge två eller fler av de rättigheter som anges i det första tillägget till Bill of Rights. Han anser att en informerad väljare bör ha omfattande kunskap om kandidatens nuvarande och tidigare politiska övertygelser/tendenser. Han föreslår en epistokrati, som bara skulle ge rösträtt till de med en elitpolitisk förståelse.
Charles Maurras, en anhängare av Vichyregimen och medlem av det högerextrema FRS inom Action Française- rörelsen, trodde på biologisk ojämlikhet och naturliga hierarkier och hävdade att individen naturligt är underordnad sociala kollektiviteter som familjen, samhället och staten, vilka han menar är dömda att misslyckas om de baseras på "myten om jämlikhet" eller "abstrakt frihet". Maurras kritiserade demokratin som en "statsstyre baserat på siffror" där kvantitet är viktigare än kvalitet och föredrar det sämsta framför det bästa. Maurras fördömde liberalismens principer, så som de beskrivs i Jean-Jacques Rousseaus samhällskontrakt och i Människans och medborgarnas rättigheter, som baserade på det falska antagandet om frihet och det falska antagandet om jämlikhet. Han hävdade att det parlamentariska systemet underordnar det nationella intresset, eller det gemensamma bästa, de privata intressena hos ett parlaments representanter där endast kortsiktiga individers intressen råder.[källa behövs] Försök att ersätta demokratisk meritokrati med auktoritär meritokrati möter utmaningar eftersom makt kan åsidosätta meriter.

### Majoritetspolitik
Platon, James Madison och andra demokratiteoretiker oroar sig för förhållanden där en majoritet kan bli tyrannisk, även kallad majoritetstyranni. Professorerna Richard Ellis vid Willamette University och Michael Nelson vid Rhodes College menar att mycket konstitutionellt tänkande, från Madison till Lincoln och därefter, har fokuserat på "problemet med majoritetstyranni". De drar slutsatsen att "Principerna för republikanskt styre som är inbäddade i konstitutionen representerar en ansträngning från konstitutionens sida att säkerställa att de oförytterliga rättigheterna till liv, frihet och strävan efter lycka inte skulle trampas på av majoriteter". Thomas Jefferson varnade för att "en valbar despotism inte är den regering vi kämpade för". En konstitution skulle begränsa befogenheterna för vad en enkel majoritet kan åstadkomma. Liberal demokrati skyddar mot majoritetens tyranni genom individens rättigheter, frihet, de styrdas samtycke, politisk jämlikhet, rätten till privat egendom, politisk jämlikhet och likhet inför lagen.

### Elitism
Bernard Manin hämtar inspiration från James Harrington, Montesquieu och Jean-Jacques Rousseau för att föreslå att den dominerande regeringsformen, representativ i motsats till direkt, i praktiken är aristokratisk. Han säger att moderna representativa regeringar utövar politisk makt genom aristokratiska val, vilket i sin tur motsäger "folkets styre". Såvitt Montesquieu beträffar gynnar val de "bästa" medborgarna, vilka Manin noterar tenderar att vara rika och överklass. Såvitt Rousseau beträffar gynnar val de sittande regeringstjänstemännen eller medborgarna med de starkaste personligheterna, vilket resulterar i ärftlig aristokrati. Manin visar ytterligare den aristokratiska karaktären hos representativa regeringar genom att kontrastera dem med den antika stilen med lottning. Manin noterar att Montesquieu trodde att lotterier förhindrar svartsjuka och fördelar ämbeten lika (bland medborgare från olika rangordningar), medan Rousseau trodde att lotterier väljer likgiltigt, vilket förhindrar egenintresse och partiskhet från att förorena medborgarens val (och därmed förhindrar ärftlig aristokrati).
Dessutom är Manin intresserad av att förklara skillnaden mellan amerikanska och franska revolutionärers deklaration om "alla medborgares jämlikhet" och deras införande av (aristokratiska) val i sina respektive demokratiska experiment. Manin menar att skillnaden förklaras av revolutionärernas samtida upptagenhet med en form av jämlikhet framför en annan. Revolutionärerna prioriterade att få lika rätt att samtycka till sitt val av regering (även en potentiellt aristokratisk demokrati), på bekostnad av att söka lika rätt att vara ansiktet utåt för den demokratin. Och det är val, inte lotter, som ger medborgarna fler möjligheter att samtycka. I val samtycker medborgarna till både valförfarandet och valresultatet (även om de leder till val av eliter). I lotterier samtycker medborgarna endast till lottningsförfarandet, men inte till resultatet av lottningarna (även om de leder till en genomsnittspersons val). Det vill säga, om revolutionärerna prioriterade samtycke till att bli styrda framför lika möjligheter att tjäna som regering, då är deras val av val framför lotterier rimligt.
De italienska tänkarna Vilfredo Pareto och Gaetano Mosca (oberoende av varandra) under 1900-talet hävdade att demokrati var en illusion och endast tjänade till att maskera verkligheten av elitstyre. De menade att elitoligarki är en orubblig regel i mänsklig natur, till stor del på grund av massornas apati och splittring, medan eliten kännetecknas av drivkraft, initiativförmåga och enhet. De hävdade vidare att demokratiska institutioner i praktiken bara skulle flytta makten från ett system av öppet förtryck till ett dold manipulerande.
Den tysk-italienske statsvetaren Robert Michels utvecklade oligarkins järnlag år 1911. Michels hävdade att oligarki är oundvikligt som en "järnlag" inom varje organisation som en del av organisationens "taktiska och tekniska nödvändigheter". Angående demokrati konstaterade Michels: "Det är organisation som föder de valdas herravälde över väljarna, de som utsett mandat till makthavare, de delegaternas herravälde över delegatörerna. Den som säger organisation, säger oligarki", och fortsatte med att konstatera att "Den historiska utvecklingen hånar alla de profylaktiska åtgärder som har vidtagits för att förebygga oligarki". Michels konstaterade att demokratins officiella mål att eliminera elitstyre var omöjligt, att demokrati är en fasad som legitimerar en viss elits styre, och att elitstyre, vilket han kallar oligarki, är oundvikligt.
En studie från 2014, ledd av Princeton-professorn Martin Gilens, av 1 779 amerikanska regeringsbeslut, drog slutsatsen att "eliter och organiserade grupper som representerar affärsintressen har betydande oberoende inverkan på amerikansk regeringspolitik, medan vanliga medborgare och massbaserade intressegrupper har litet eller inget oberoende inflytande."

### Socialistiskt perspektiv
Den franske revolutionära syndikalisten Hubert Lagardelle hävdade att den franska revolutionära syndikalismen uppstod som ett resultat av "proletariatets reaktion mot den idiotiska demokratin", vilket han hävdade var "den populära formen av borgerlig dominans". Lagardelle motsatte sig demokratin för dess universalism och trodde på nödvändigheten av klassseparation mellan proletariatet och borgarklassen, eftersom demokratin inte erkände de sociala skillnaderna mellan dem.

## Praktisk kritik

### Lobbyverksamhet och pengars inflytande
Politiska representanter kan rösta mot sin valkrets och för särintressegrupper med ökande lobbymedel. Vissa aspekter av lobbyverksamhet har kritiserats av vissa för att bidra till ett demokratiskt underskott.
Demokratier är inte immuna mot korruption. Medan länder med hög demokratinivå tenderar att ha låga nivåer av olika former av korruption, är det också tydligt att länder med måttlig demokratinivå har hög korruption, liksom länder utan demokrati som har mycket lite korruption. Olika typer av demokratisk politik minskar korruptionen, men endast höga nivåer av och flera typer av demokratiska institutioner, såsom öppna och fria val i kombination med rättsliga och lagstiftande begränsningar, kommer effektivt att minska korruptionen.

### Sårbarhet för motståndare
Enligt Boaventura de Sousa Santos "töms demokratin så mycket på innehåll att den kan försvaras instrumentellt av dem som använder den för att förstöra den", och säger att individer som kräver ökad demokratisering och skydd mot fascism stämplas som vänsteranhängare.
Olika skäl kan hittas för att eliminera eller undertrycka politiska motståndare. Metoder som falska flaggor, antiterrorlagar, plantering eller skapande av komprometterande material och vidmakthållande av allmän rädsla kan användas för att undertrycka oliktänkande. Efter en misslyckad statskupp har över 110 000 människor utrensats och nästan 40 000 har fängslats i Turkiet, som är eller ansågs vara en demokratisk nation, under de turkiska utrensningarna 2016. Falska partier, falska politiska rivaler och "fågelskrämma"-motståndare kan användas för att undergräva oppositionen.
Valprocessen i demokratier kan korrumperas genom mutor, hot om eller användning av våld, behandling och utlämnande av identitet.
Sociala botar och andra former av onlinepropaganda samt algoritmer för sökmotorresultat kan användas för att förändra väljarnas uppfattning och åsikt. År 2016 avslöjade Andrés Sepúlveda att han manipulerade den allmänna opinionen för att rigga val i Latinamerika. Enligt honom ledde han, med en budget på 600 000 dollar, ett team av hackare som stal kampanjstrategier, manipulerade sociala medier för att skapa falska vågor av entusiasm och hån, och installerade spionprogram i oppositionskontor för att hjälpa Enrique Peña Nieto, en höger-om-mitten-kandidat, att vinna valet. TV-sända debatter och, enligt George Bishop, felaktiga opinionsundersökningar kan i vissa fall förändra valresultaten.
Dan Slater och Lucan Ahmad Way menar att felaktig information – såsom falska nyheter – har blivit vanligt förekommande i samband med val runt om i världen. De kritiserade FBI för att ha meddelat att myndigheten skulle granska potentiellt belastande bevis mot Hillary Clintons användning av en privat e-postserver bara 11 dagar före det amerikanska valet.

### Ineffektivitet och instabilitet
Majoritetsdemokrati har kritiserats för att inte erbjuda tillräcklig politisk stabilitet.[källa behövs] Eftersom regeringar ofta väljs till och från tenderar det att ske täta förändringar i demokratiska länders politik, både nationellt och internationellt.[källa behövs] Anledning Wafawarova hävdade 2008 att rigida demokratiska strategier kan undergräva ett utvecklingslandes förmåga att uppnå långsiktig stabilitet och demokrati.[uppföljning saknas]
Demokrati tenderar att förbättra konfliktlösning. Emellertid kan rumsligt koncentrerade kostnader och diffusa fördelar tillsammans med regulatoriska transaktionskostnader resultera i ineffektiv konfliktlösning som NIMBY.
Coase-teoremet säger att transaktionskostnader som inte är noll i allmänhet leder till ineffektiv konfliktlösning. Daron Acemoglu menar att Coase-teoremet sträcker sig till politik, där "spelreglerna" inom politiken måste upprätthållas för att uppnå låga transaktionskostnader. Grupper med politisk makt kan föredra ineffektiv politik och ineffektiva institutioner och motsätta sig ytterligare demokratisering. Anthony Downs menade att den politiska marknaden fungerar på ungefär samma sätt som den ekonomiska marknaden och att det potentiellt skulle kunna finnas en jämvikt i systemet på grund av den demokratiska processen. Han menade dock att bristande kunskap hos politiker och väljare förhindrade att den jämvikten kunde uppnås fullt ut.
Inkomstskillnader och begränsad socioekonomisk rörlighet kan leda till social oro och revolutioner. Utvidgningen av den demokratiska rösträtten kan ses som ett åtagande från den politiska eliten till förmån för ekonomisk och politisk omfördelning för att förhindra social oro, vilket förklarar Kuznets kurva. I vilka situationer demokrati minskar ekonomisk ojämlikhet debatteras.
Kortsiktiga incitament för valda politiker kan leda till kortsiktiga fördelar, samtidigt som långsiktiga risker som skuldkris, pensionskris, klimatrisk eller finanskris ignoreras. Vissa valsystem har visat sig belöna ekonomisk försiktighet och skuldsanering. Olika röstningssystem leder till olika nivåer av kortsiktighet i politiken.
James M. Buchanan och Richard E. Wagner menar att skattesystemets icke-transparenta natur orsakar en finanspolitisk illusion som resulterar i större statliga utgifter än vad som demokratiskt förväntats.

### Lågt valdeltagande
Att valdeltagandet i vissa demokratier är lägre än önskvärt har tillskrivits flera orsaker, till exempel minskat förtroende för demokratiska processer, brist på obligatorisk röstning, politisk effektivitet, inklusive bortkastade röster, dödläge och höga inträdeshinder för nya politiska rörelser.

## Kulturell och teokratisk kritik

### Teokratiskt perspektiv
Teokratier ser gudar som högsta styrande auktoriteter, inte folket. Teodemokrati kombinerar auktoritet från både gudom och folk.
Utövandet av ortodox islam i form av salafism kan krocka med ett demokratiskt system. Islams kärnprincip, "tawheed" ("Guds enhet"), kan tolkas av fundamentalistiska salafister som att demokrati som politiskt system är oförenligt med den påstådda uppfattningen att lagar som inte utfärdats av Gud inte bör erkännas.
Carl Schmitt hävdade att politisk representation i en liberal demokrati var formelbaserad och att den katolska suveränens mystiska natur och personalistiska ideal var väsentliga.:516

### Asiatiska perspektiv
Politiska ledare i Singapore och Kina, såsom Lee Kuan Yew, har sagt att konfucianismen ger en mer "sammanhängande ideologisk grund för ett välordnat asiatiskt samhälle än västerländska föreställningar om individuell frihet". Den kinesiske konfucianern Jiang Qing, som förespråkar Gyongyangskolans politiska konfucianism, hävdar att parlamentarisk demokrati begränsas av juridisk formalism, vulgärpopulism och moralisk relativism.:258
I sin kritik av västerländsk liberal demokrati hävdar akademikern Zhang Weiwei att liberal demokrati inte är tillräckligt meritokratisk och misslyckas med att välja pålitliga ledare.:211
Kinesiska beslutsfattare menar att politiken under demokratiska system i stor utsträckning är begränsad till ad hoc-ingripanden, vilket gör den sociala utvecklingen sårbar för marknadskrafter.:144Enligt denna uppfattning är beslutsfattande i demokratiska system begränsat till tillfälliga politiska ingripanden.:144-145Kinesiska planerare menar att sådana interventioner inte kan hantera grundläggande utmaningar som miljöförstöring, dysfunktion på kapitalmarknaderna och demografiska förändringar.:145
Det kinesiska kommunistpartiets politiska koncept om en processbaserad folkdemokrati kritiserar den liberala demokratin för att i alltför hög grad förlita sig på procedurformaliteter eller rättsstatsprincipen utan att, enligt partiets uppfattning, genuint återspegla folkets intressen. :60-64Enligt Wang Zhongyuan vid Fudanuniversitetet uppstår denna kritik som en del av en trend efter 1990-talet där olika länder har försökt omdefiniera "demokrati" på sätt som skiljer sig från västerländska flerpartisystem.:61Inom ramen för en helhetsbaserad folkdemokrati är det viktigaste kriteriet för demokrati huruvida den kan "lösa folkets verkliga problem", medan ett system där "folket bara väcks för att rösta" inte anses vara verkligt demokratiskt.:60-64 Konceptet är således både ett sätt att kritisera den liberala demokratin och att avleda kritik av det kinesiska systemet.:64

## Svar på kritik

### Försvar av demokratin
David Van Reybrouck, författaren till Against Elections: The Case for Democracy, menar att maktfördelning genom maktutplåning, såsom i medborgarförsamlingar, åtgärdar många av den representativa demokratins brister. "Demokrati är inte ett styre som styrs av de bästa i vårt samhälle, eftersom en sådan sak kallas aristokrati, vald eller inte... Demokrati, däremot, blomstrar just genom att låta en mångfald av röster höras. Det handlar om att ha lika mycket att säga till om, lika rätt att bestämma vilka politiska åtgärder som vidtas."
För att skydda demokratin från undantagstillstånd föreslås ibland bestämmelser om upphörande med en förlängning av granskningsprocess. Solnedgångsbestämmelser tros öka den långsiktiga valansvarigheten för lagar.
Vissa som är oroade över den allmänna opinionens inflytande argumenterar för att begränsa pengars förmåga att spela en roll i demokratin.

### Empiriska bevis
Samtida empiriska bevis för demokratins framgång är tvetydiga. Å ena sidan tillskrivs demokrati ibland äran för att ha skapat fred, individuella friheter och ekonomiskt välstånd. Å andra sidan visar vissa studier, såsom The Economist Democracy Index, att demokratier är på tillbakagång globalt.

### Citerade verk
- Brennan, Jason (2016). Against Democracy: New Preface. Princeton University Press. doi:10.2307/j.ctvc77mcz. ISBN 978-1-4008-8839-9. OCLC 942707357.
- Reybrouck, David Van (2016). Against Elections: The Case for Democracy. London: The Bodley Head. Sid. 133. ISBN 978-1-84792-422-3.
- Femia, Joseph V. (2001). Against the masses : varieties of anti-democratic thought since the French Revolution. Oxford: Oxford University Press. ISBN 978-0-19-828063-7. OCLC 46641885.